# Хьюберт Эйч Хамфри Метродоум
«Хьюберт Эйч Хамфри Метродоум» (англ. Hubert H. Humphrey Metrodome) или просто «Метродоум» — крытый мультиспортивный стадион, который располагался в центре Миннеаполиса (штат Миннесота) в 1982—2014 годах. Открывшись в 1982 году, «Метродоум» стал домашней ареной для клубов НФЛ «Миннесота Вайкингс» и МЛБ «Миннесота Твинс».
Свой первый сезон в истории (1989/90) проводил на этой арене клуб НБА «Миннесота Тимбервулвз» (дальше клуб играл в «Таргет-центре»). Также в «Метродоуме» проходили матчи университетской команды «Миннесота Голден Гоферс» по американскому футболу и бейсболу. В 1984 году на стадионе проводила свои домашние игры команда «Миннесота Страйкерс» Североамериканской футбольной лиги (НАСЛ).
18 января 2014 года крыша «Метродоума» была удалена, тем самым начался снос арены.
Теперь «Миннесота Вайкингс» играет на стадионе «Ти-си-эф Бэнк Стэдиум», принадлежащий университету Миннесоты. Это будет продолжаться до 2016 года, когда откроется новый «Вайкингс-стэдиум».
На стадионе прошли такие события, как: Супербоул (1992), Матч всех звёзд МЛБ (1985), 2 Мировые серии МЛБ (1987 и 1992) и 2 Финала Четырёх мужского баскетбольного турнира NCAA (1992 и 2001)
У стадиона имелась раздвижная крыша из стекловолоконных тканей, которая самостоятельно поддерживала одинаковое давление воздуха на стадионе.
«Метродоум» являлся вторым по величине стадионом, имеющим подобную функцию (самым большим является «Сильвердоум» в городе Понтиак (Мичиган). «Метродоум» имеет схожий дизайн с «RCA Dome» и «Би-Си Плэйс», а также стал вдохновением для архитекторов «Токио Доума».
Стадион являлся девятым по возрасту действующим стадионом НФЛ. Подготовка к демонтажу стадиона начался 29 декабря 2013 года, на следующий день после домашней игры «Миннесоты Вайкингс» против «Детройт Лайонс», закончившейся победой хозяев 14:13. А 18 января 2014 была демонтирована крыша. «Метродоум» был разделен на блоки, которые один за другим, до 17 апреля, были убраны для того, чтобы из них же построить новый «Вайкингс-стэдиум».

## История

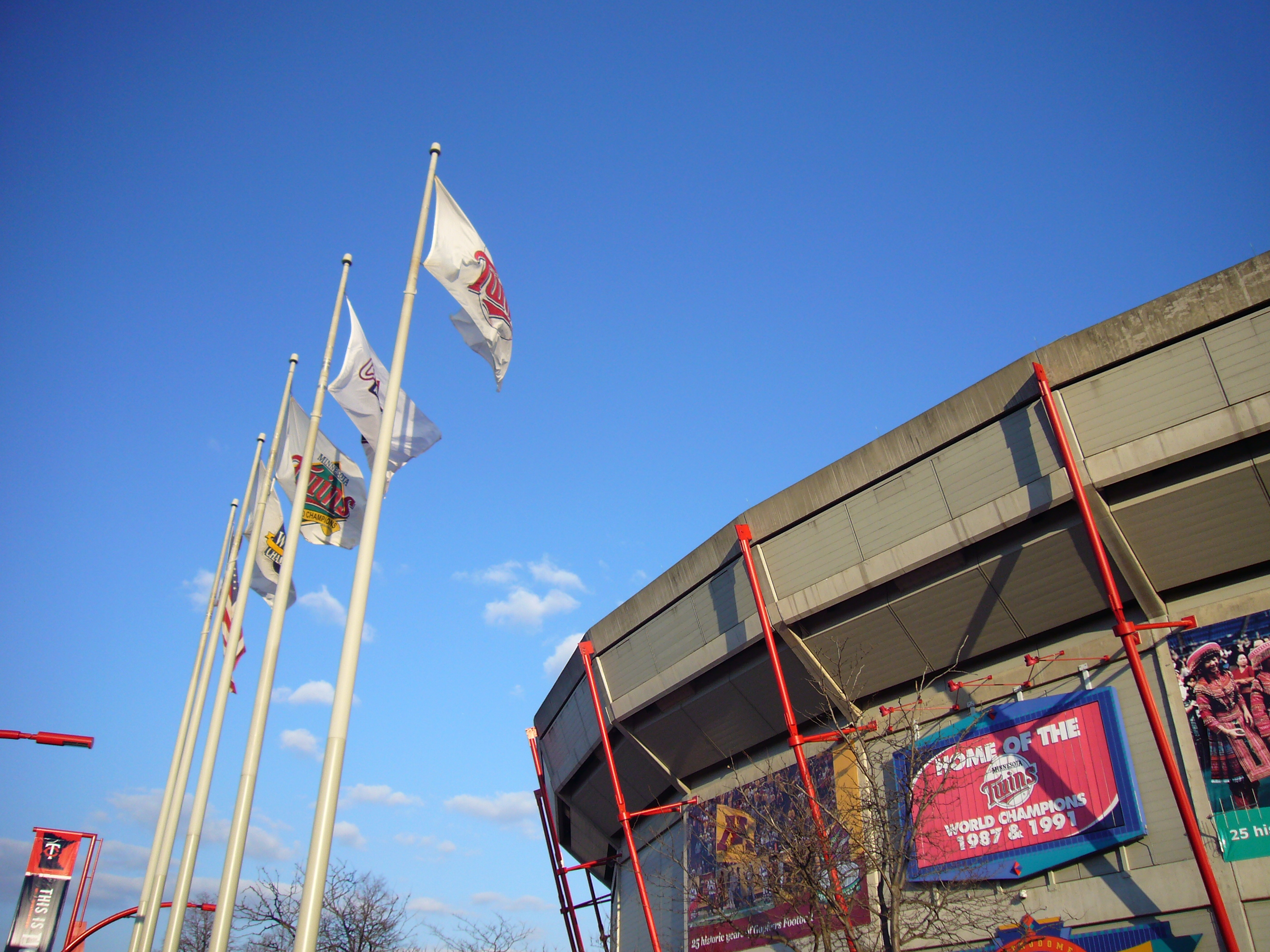
Вход в «Метродоум»

В начале 1970-х годов, «Миннесота Вайкингс» играла на маленьком, по меркам НФЛ, «Метрополитан-стэдиуме» (он вмещал ок. 48 500). Перед слиянием АФЛ и НФЛ, НФЛ заявила, что стадионы вмещаемостью менее 50 000 зрителей неприемлемы для лиги. Самым большим стадионом в округе был принадлежавший Университету Миннесоты Мемориальный стадион, но «Вайкингс» не хотели делить арену с университетской командой и решили построить новый стадион. Поговаривали, что команда МЛБ «Миннесота Твинс» хочет играть на крытом стадионе из-за трудных погодных условий в конце сезона.

## Вмещаемость и личные достижения
| Бейсбол - 54 711 (1982—1983) - 55 122 (1984—1985) - 55 244 (1986—1988) - 55 883 (1989—1994) - 56 783 (1995—1997) - 48 678 (1998—2003) - 45 423 (2004—2009) | Американский футбол - 62 220 (1982—1983) - 62 345 (1984—1987) - 63 669 (1988—1994) - 64 035 (1995—1996) - 64 152 (1997—1999) - 64 121 (2000—2013) | Баскетбол - 50 000 |

## Использование стадиона

### Миннесота Вайкингс

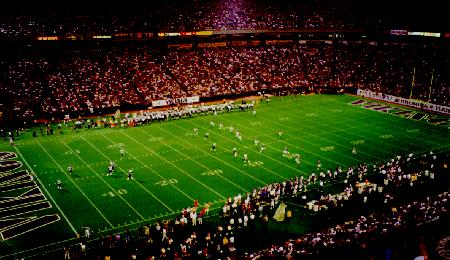
Action during a 1999 Vikings game, from a location similar to 2004 ALDS photo. Note the retractable seats in the lower-right portion of this photo.

Поскольку стадион изначально строился только для «Миннесоты Вайкингс», у них было поменьше проблем с оформлением.

#### Супербоул XXVI
Руководители НФЛ решили провести Супербоул XXVI (прошедший в 1992) в «Метродоме». Другими кандидатами были Индианаполис, Понтиак (Мичиган) и Сиэтл. Решение было принято 24 мая 1989 года. Сама же игра состоялась 26 января и стала второй, прошедшей в месте, где в тот момент была зима. Первым подобным случаем был Супербоул XVI, сыгранный 24 января 1982 в «Сильвердоуме», Понтиак (Мичиган).

### Миннесота Голден Гоферс (американский футбол)

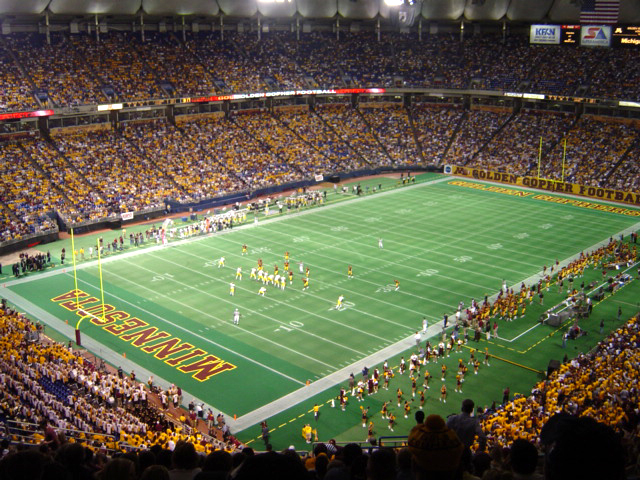
«Метродоум» во время игры «Гоферс» в 2003

Начиная с 1982 года, команда по американскому футболу университета Миннесоты «Голден Гоферс» играет в «Метродоуме». Первая игра завершилась разгромной победой «золотых гоферов» над «Огайо Бобкэтс» 57-3 11 сентября 1982 года.
После переезда «гоферс» на «Ти-си-эф Бэнк Стэдиум», только три команды ФБС играют в крытых стадионах (это «Айдахо», «Сиракьюз» и «Тулейн»). Нынешняя домашняя арена команды — «Ти-си-эф Бэнк Стэдиум» — является открытой (без крыши).

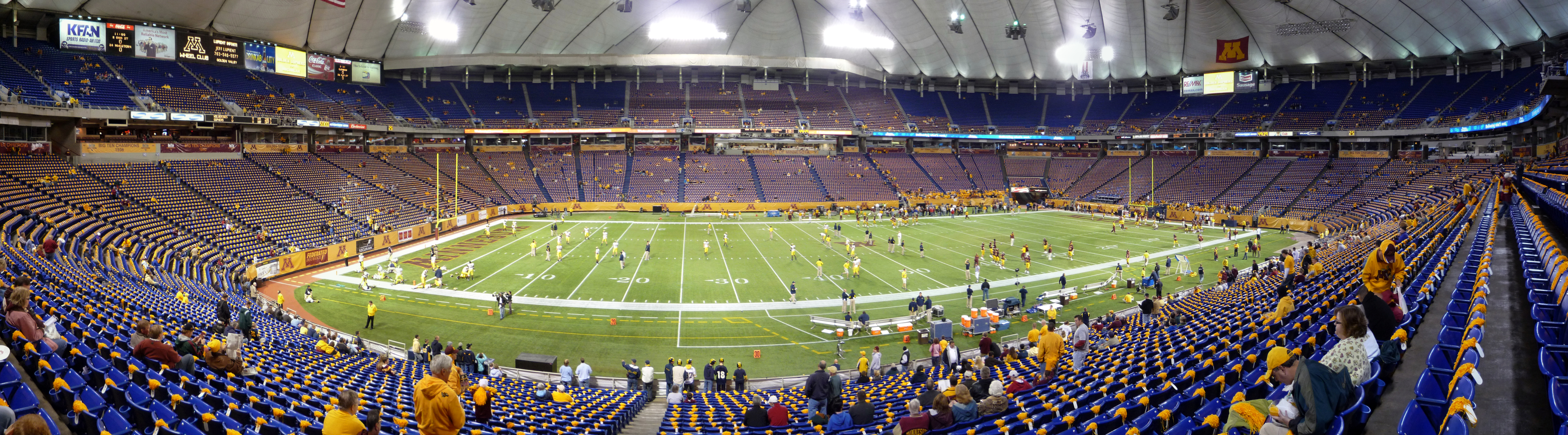
2008 год. 91-е дерби между командами «Мичиган Вулваринз» и «Миннесота Голден Гоферс» (так называемое Little Brown Jug)